# Madonna z Dzieckiem
Madonna z Dzieckiem (wł. Madonna col Bambino) – obraz włoskiego malarza Zanobiego Machiavellego, namalowany ok. 1452–1453. Obraz znajduje się w Dunedin Public Art Gallery, w Nowej Zelandii.

## Opis
Obraz powstał we wczesnym renesansie, okresie określanym jako quattrocento. Nieznana jest dokładna data powstania, źródła podają w przybliżeniu 1452-1453. Jest to niewielka kompozycja mierząca 57 cm wysokości i 40 cm szerokości. Wykonana jest techniką temperową na desce. Jako spoiwo farb malarz wykorzystał żółtka jaj, co gwarantowało trwałość pomimo upływu czasu.
"Madonna z Dzieckiem" jest typowym dla Machiavellego dziełem o tematyce religijnej. Zalicza się do jego wczesnych prac, w których widać wyraźny wpływ Filippo Lippiego, u którego szkolił się prawdopodobnie, gdy przebywał we Florencji. Widoczne jest to w zaokrągleniach twarzy i uszu dziecka oraz spiczastych, wydłużonych palcach Madonny, a także w pogodnej i delikatnie melancholijnej twarzy. 
Słynny historyk sztuki renesansu Bernard Berenson, w artykule z 1950 o Machiavellim, dla The Burlington Magazine (Grudzień 1950, No. 573 – Vol 92), stwierdził: "Głowa Madonny ma piękno, wdzięk, wygląd godny prawdziwego artysty... ". Jako krytyk i koneser uznał tę pracę za jedną z najlepszych w wykonaniu włoskiego malarza.  
Berenson na podstawie badań określił, że obraz musiał być ukończony w czasie, gdy artysta nadal był związany z Lippim. Porównując z innymi dziełami z tamtego okresu, stwierdził, że Madonna Machiavellego to ta sama kobieta, której szkic znajduje się w kolekcji Uffizi i jest uważana za Lukrecję Buti, córkę kupca z Florencji. Kobieta była modelką Lippiego i matką jego syna Filippino Lippi. Twarz Buti pojawia się w dziełach Lippiego od ok. 1452 do 1465. 

## Historia
Obraz został przekazany Dunedin Public Art Gallery przez Esmonda do Beer i jego siostry Marię i Dorę w 1973 z okazji setnej rocznicy założenia firmy Hallenstein Brothers, przez ich dziadka, Bendixa Hallensteina. Dzieło to należy do jednego z najcenniejszych okazów we wszystkich kolekcjach sztuki publicznej w Nowej Zelandii.
W 1975 Harrison and Sons Limited wydrukował z okazji świąt Bożego Narodzenia limitowaną serię znaczków pocztowych z obrazem "Madonny z Dzieckiem" Machiavellego. Ostatnia seria ukazała się w 1997.